# Escuela de Graduados en Administración y Dirección de Empresas
EGADE Business School es la escuela de posgrados de negocios del Tecnológico de Monterrey, una de las universidades privadas más grandes de Latinoamérica. Fue fundada en 1995 con el nombre Escuela de Graduados en Administración y Dirección de Empresas (EGADE). Originalmente, agrupaba a todas las escuelas de negocios presentes en varios campus del Tec a nivel nacional, pero en una reorganización para homologar programas, adoptó el nombre de EGADE Business School y limitó sus sedes a Monterrey  –donde se localiza la rectoría– y la Ciudad de México. Posteriormente abrió dos sedes más: una en Guadalajara y otra en Querétaro.
La escuela es calificada como una de las mejores en Latinoamérica por todas las publicaciones financieras (see Rankings) y en 2008 su campus en Monterrey se volvió el mejor de la región  – y la 1a en México– en lograr simultaneous accreditation por Estados Unidos' Triple Corona (acreditación escuelas de negocios), the Escuela de negocios (EQUIS) and the British AMBA; que en ese tiempo solo 34 universidades del mundo tenían.
Sus programas académicos incluyen ejecutivos, de tiempo completo, de medio tiempo, MBAs, una maestría en Finanzas y una especialidad en Administración Energética; doctorados y más de una docena de MBA Double Degree Program con escuelas de negocio del extranjero.

## Historia
El precursor más temprano de la escuela fue fundado el 1 de septiembre de 1964 como Escuela de Graduados en Administración (Graduate School of Management), un departamento pequeño dentro del campus del Instituto Tecnológico de Estudios Superiores de Monterrey, en Monterrey (ITESM). El proyecto fue fundado parcialmente apoyado US$ 410,000 por Fundación Ford, que en ese tiempo era un promotor de Alianza para el Progreso; Un programa de los Estados Unidos que trato de contrarrestar influencia del Comunismo en Latinoamérica —particularmente con las secuelas de Revolución cubana— promoviendo desarrollo económico y social en la región. Acuerdos similares, con el objetivo de proporcionar "una formación avanzada para los profesores de las escuelas de negocios en los países emergentes" anteriormente fundado por Fundación Getulio Vargas de Brasil (1954), ESAN in Perú (1962), and INCAE (originalmente en Nicaragua, 1964).
En el primer año, la escuela ofrecía una maestría en administración (Maestría en Administración) a 37 estudiantes de media jornada. Para 1968 tenía 395, incluyendo algunos estudiantes de Estados Unidos, tres de Holanda y 41 no-Mexicanos Latinoamericanos. La institución de corta duración, sin embargo, se disolvió´en los 1970s, cuando el Instituto se reestructuró, centralizado más en los departamentos académicos alrededor de las divisiones académicas, y fueron transferidos los títulos de graduados a los campus locales.
El técnico no hizo más que intentar crear unua escuela de negocios de posgrado hasta 1995, cuando la Escuela de Graduados en Administración y Dirección de Empresas fue creada como un apéndice del Campus Monterrey. Normalmente abreviado como EGADE, trajo éxito inmediato y apenas diez años después de su fundación su MBA grado fue calificado como uno de los mejores del mundo.
Después de los resultados tan prometedores, le permitió a su primer director, Wharton alumno Jaime Alonso Gómez, que se convirtiera en el primer estudiante Latinoamericano en la historia nombrado Dean of the Yearpor la Academia Internacional de Negocios.  También impulsó la creación gradual de escuelas homólogas en seis campus más del Instituto; que comparten los mismos programas académicos, sino, como instituciones periféricas obligados a planteles locales, se encontraron replicar estructuras organizativas y obligados a buscar costosas acreditaciones internacionales de forma individual. Una importante reorganización de los estudios de postgrado en el ITESM en 2010 se fusionó tres de cada siete en una escuela nacional de posgrado semiautónoma bajo una marca nueva: EGADE Business School.

## Organización

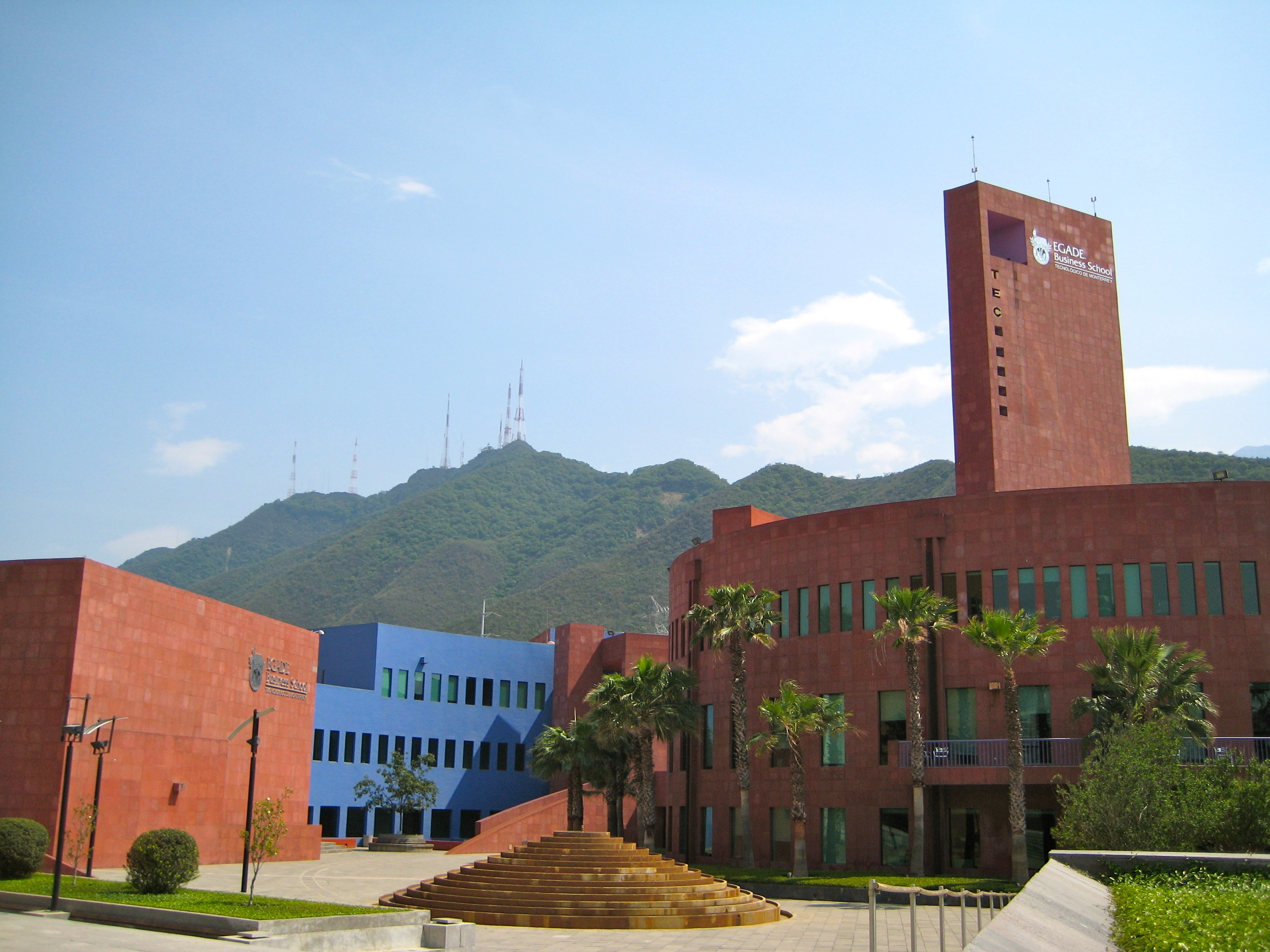
La sede en San Pedro Garza García.

La escuela de negocios de EGADE está afiliada al Instituto Tecnológico y de Estudios Superiores de Monterrey (ITESM), una de las universidades coeducacionales, privadas más grandes, de Latinoamérica. El instituto brevemente se volvió parte del Sistema Tecnológico de Monterrey (Sistema Tecnológico de Monterrey), una organización que agrupa a las instituciones de investigación sin fines de lucro e instituciones que van desde la educación hasta los servicios de salud reestructurados en 2013.
La Escuela está presidida por el Decano Ignacio de la Vega desde 2017, quien antes de integrarse a EGADE Business School se desempeñó como director general de Babson Global. Sus operaciones y la visión a largo plazo son supervisadas por un consejo de administración, normalmente presidido por Carlos Salazar Lomelín, CEO de FEMSA; la embotelladora más grande de Coca-Cola productos en el mundo de acuerdo con el número de ventas. La junta está integrada por gente de negocios y políticos latinoamericanos, como Pedro Pablo Kuczynski, fue 1.er ministro de Perú,y el último Paulo Renato de Souza, el exministro de educación de Brasil.
Desde 2015 la escuela está dividida en 3 sedes sirviendo grandes áreas metropolitanas: una en Monterrey —donde la escuela insignia y rectorado se encuentra en el suburbio de San Pedro Garza García—, otra en Guadalajara -importante centro de negocios globales del occidente del país- y una en Ciudad de México, sirviendo el Santa Fe (Distrito Federal) distrito financiero.

## Academia

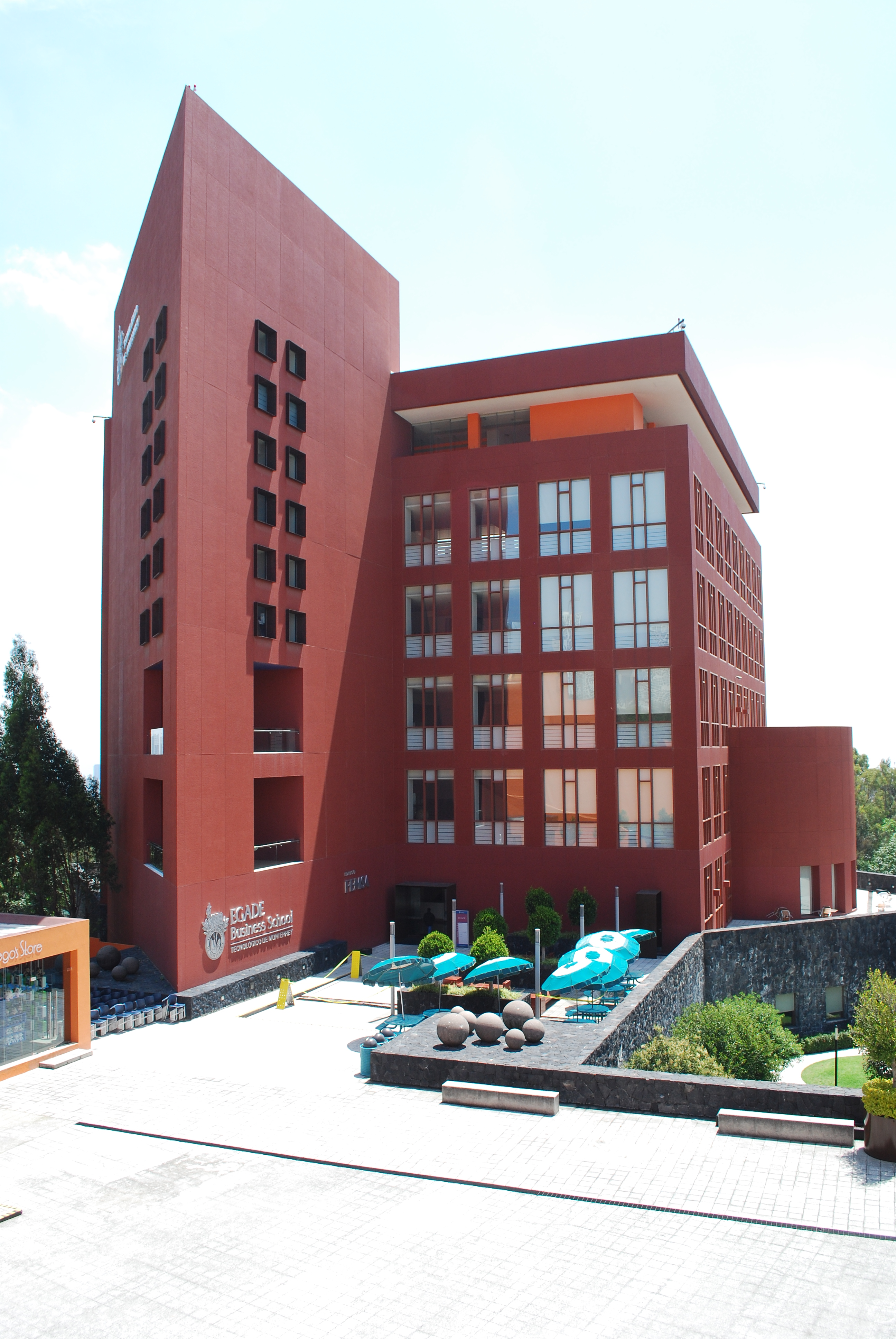
EGADE Business School en Santa Fe, Ciudad de México.

### Admisiones
Desde su creación, la escuela requiere que cada de sus aplicantes alcance un mínimo promedio en su propia prueba de aptitud académica para estudios de postgrado (Prueba de Admisión a Estudios de Posgrado, PAEP); un instrumento diseñado y mantenido por académicos del Instituto (con ayuda de los directores técnicos en CollegeBoard office in Puerto Rico).
En cuanto a su tasa de aceptación, de acuerdo con un 2013 [ [ Expansión CNN | CNN / Expansión ] ]. Rango, la escuela es el menos selectivo entre los cinco mejores programas de MBA en México, aceptando hasta 76 % de sus solicitantes.

### Rankings
Su programa OneMBA, impartida en asosciación con 4 instituciones diferentes fue calificada en el lugar 24 a nivel mundial por Financial Times en su 2012 Executive Master en Administración de Empresas ranking en 2012. La escuela también está calificada como primera en Latinoamérica en el Quacquarelli Symonds (QS) Global 200 Business Schools Report 2013-2014, primera en Latinoamérica América Economía and 3rd in Mexico according to CNN/Expansión (2013).
En el pasado, la escuela fue calificada como la séptima entre las mejores escuelas de Negocios afuera de Estados Unidos de acuerdo con  Wall Street Journal (2006), 4.ª en el mundo en programas de Negocios, Ética y responsabilidad social de acuerdo con BusinessWeek magazine (2005) y número 88 entre las mejores programas MBA en el mundo por  The Economist (2010).

### Programas conjuntos y asociaciones internacionales
- El grado OneMBA se ofrece a través de una asociación con University of North Carolina at Chapel Hill, la Rotterdam School of Management de Netherlands, la Universidad de Hong Kong y la Fundación Getulio Vargas de Brasil y está calificada como una de las mejores 24 mundialmente, entre los MBAs ejecutivos por el Financial Times.[21]

- El Global MBA para gerentes latinoamericanos se ofrece en colaboración con la Thunderbird School of Global Management, que ha sido calificada constantemente por US News & World Report como la escuela #1 en Gestión Internacional desde 1995.[28]

- La maestría de Administración de Empresas con especialización en Negocios Globales y Estrategia (MBA-GBS) es una doble titulación que el programa MBA programa ofrecido conjuntamente con el Colegio Belk de Negocios de Universidad de Carolina del Norte en Charlotte.[29]